# Complexo Balnear do Clube Naval do Funchal
Complexo Balnear do Clube Naval do Funchal
O Complexo Balnear da Quinta Calaça, no Funchal, Madeira, é uma praia vigiada para sócios do Clube Naval do Funchal. O complexo possui boas infra-estruturas, acesso ao mar, piscina, campos de futebol e de squash, sauna e banho turco, bar e um centro de mergulho. É também onde se situa a Sede Social do Clube. A praia é distinguida com a Bandeira Azul e o acesso a não-sócios é pago.

## Galeria de imagens

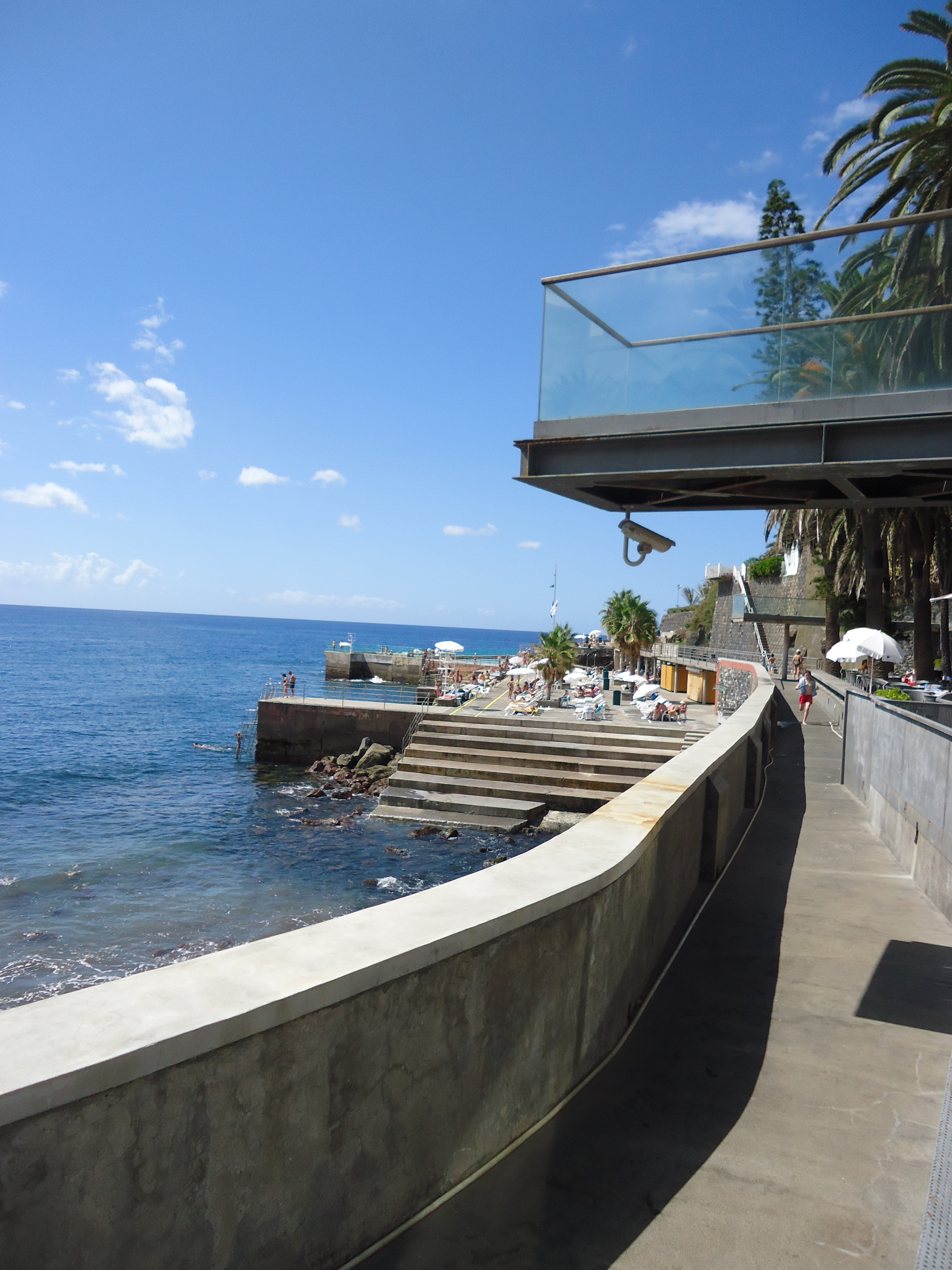
Solário do Clube, ao fundo ao centro
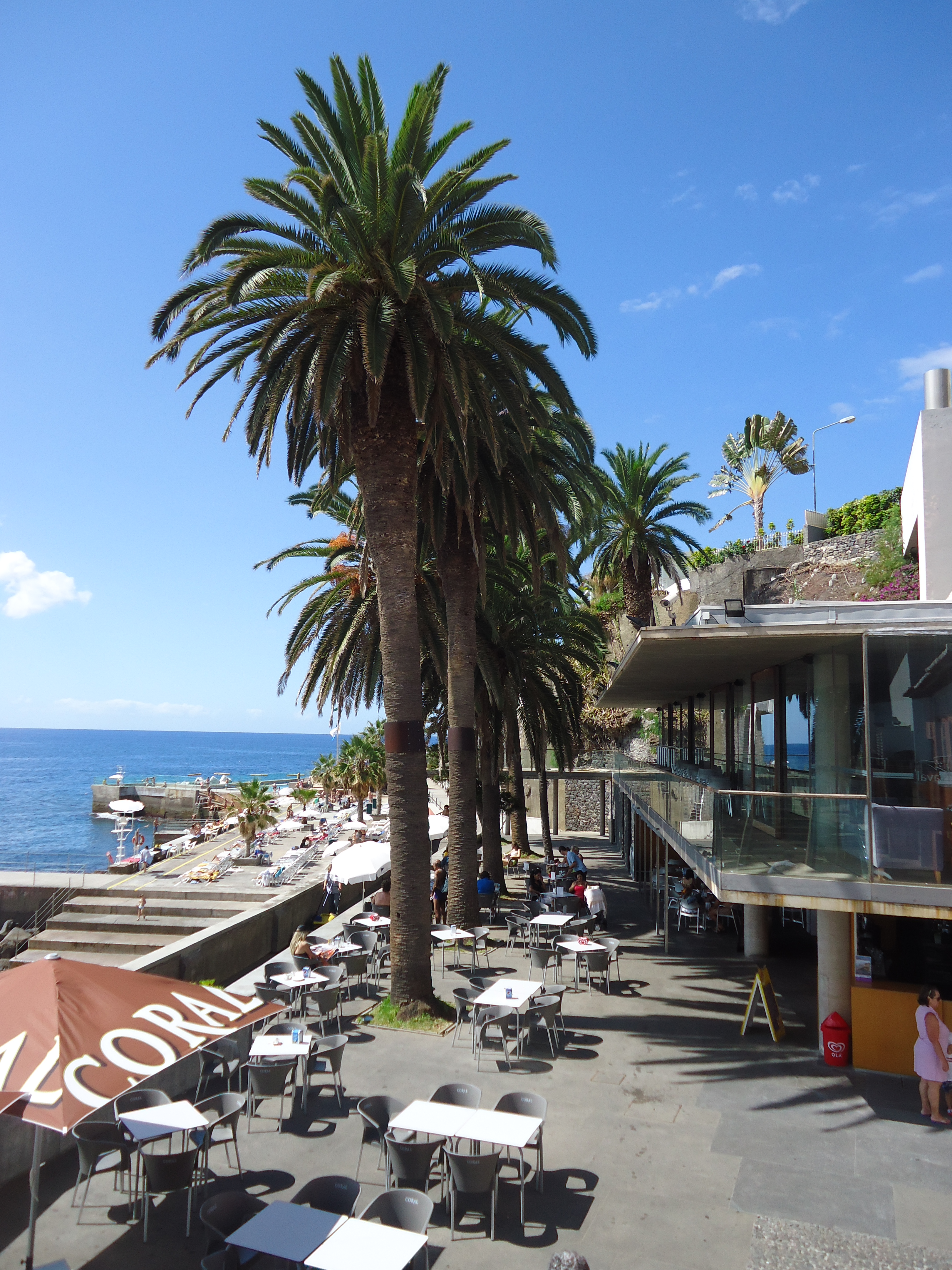
Esplanada, em baixo, e restaurante com varanda, à direita
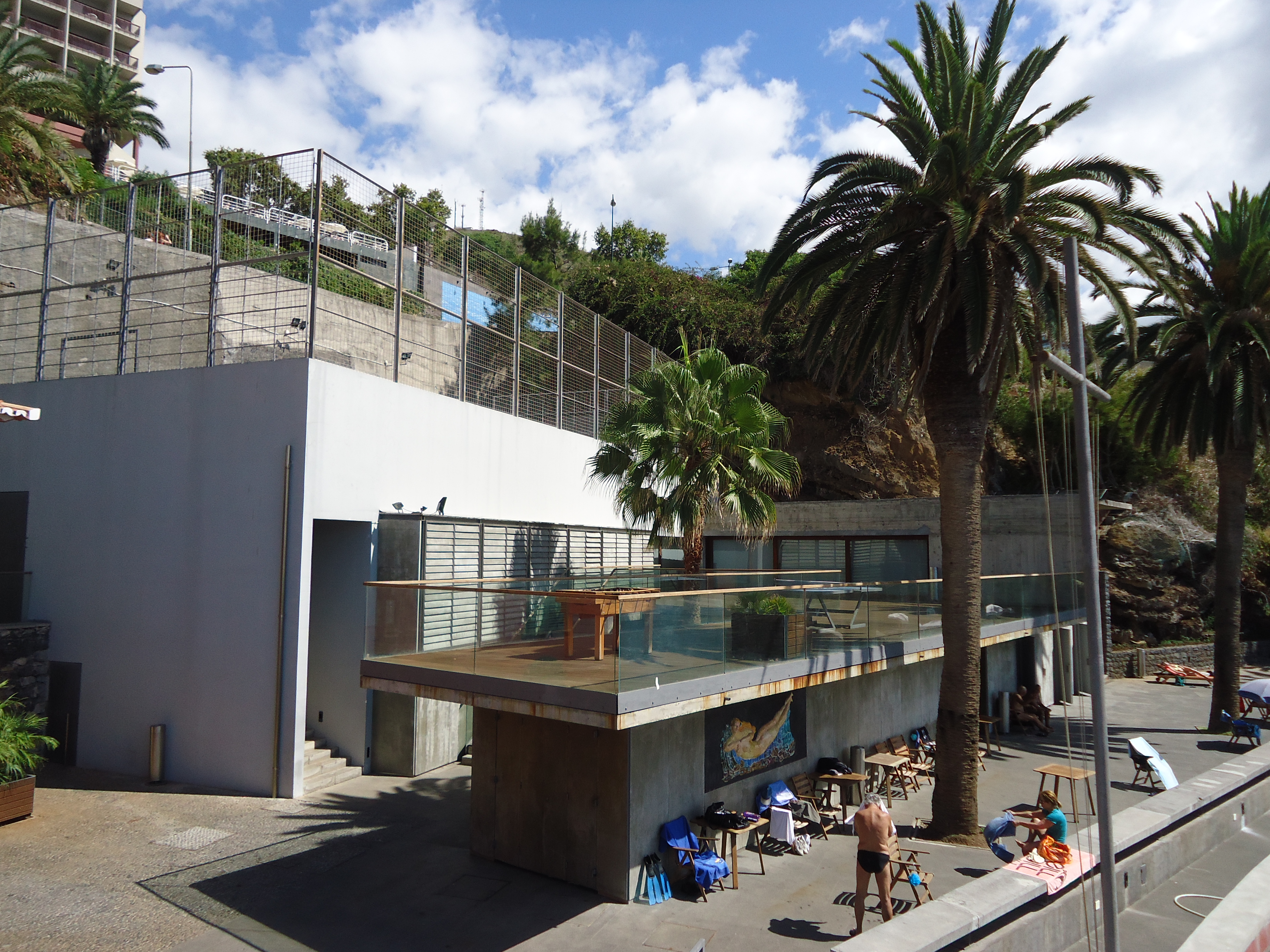
Campo de futebol à esquerda e mesas de matraquilhos e ténis de mesa ao centro
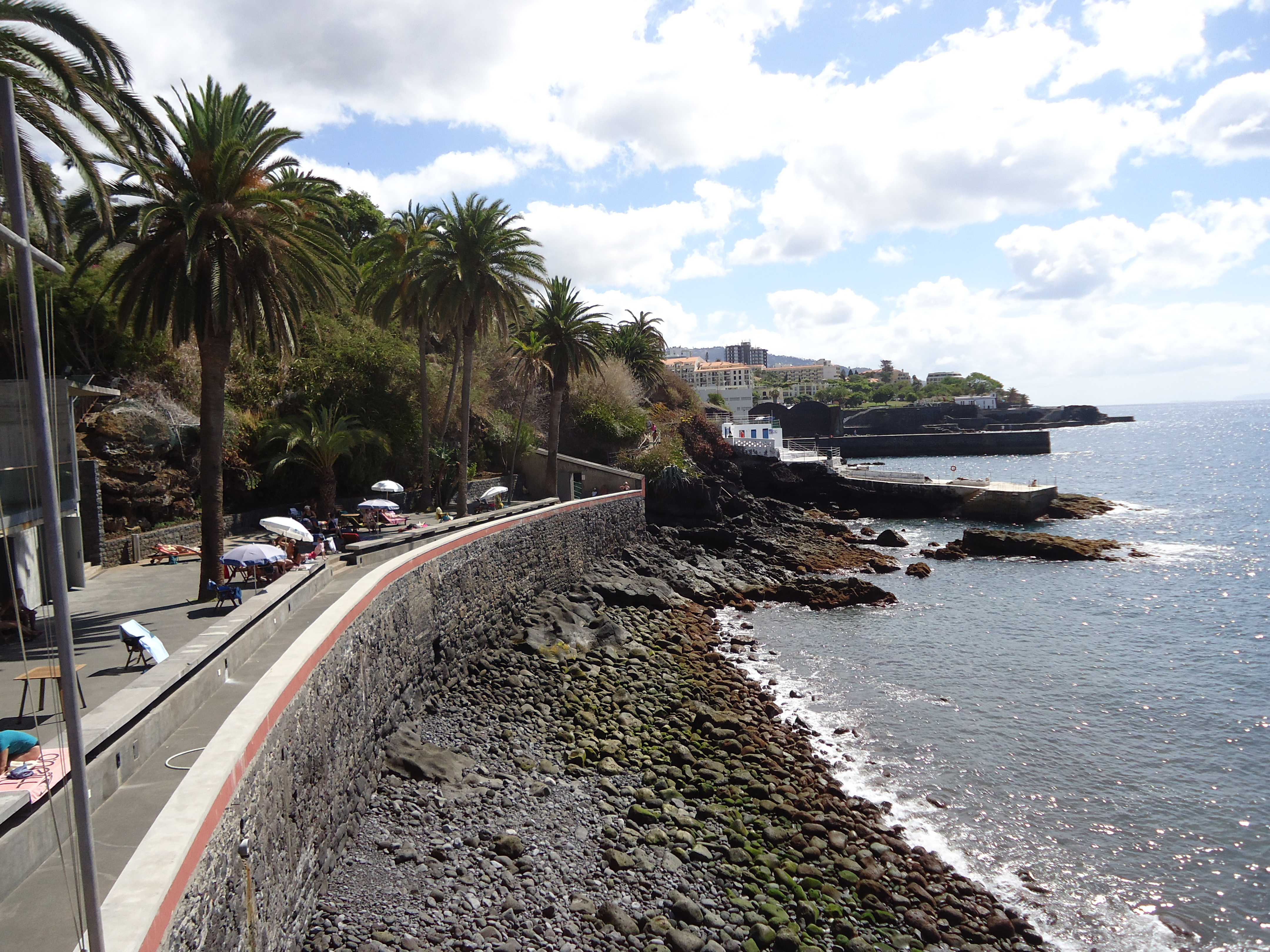
Praia de calhau do complexo
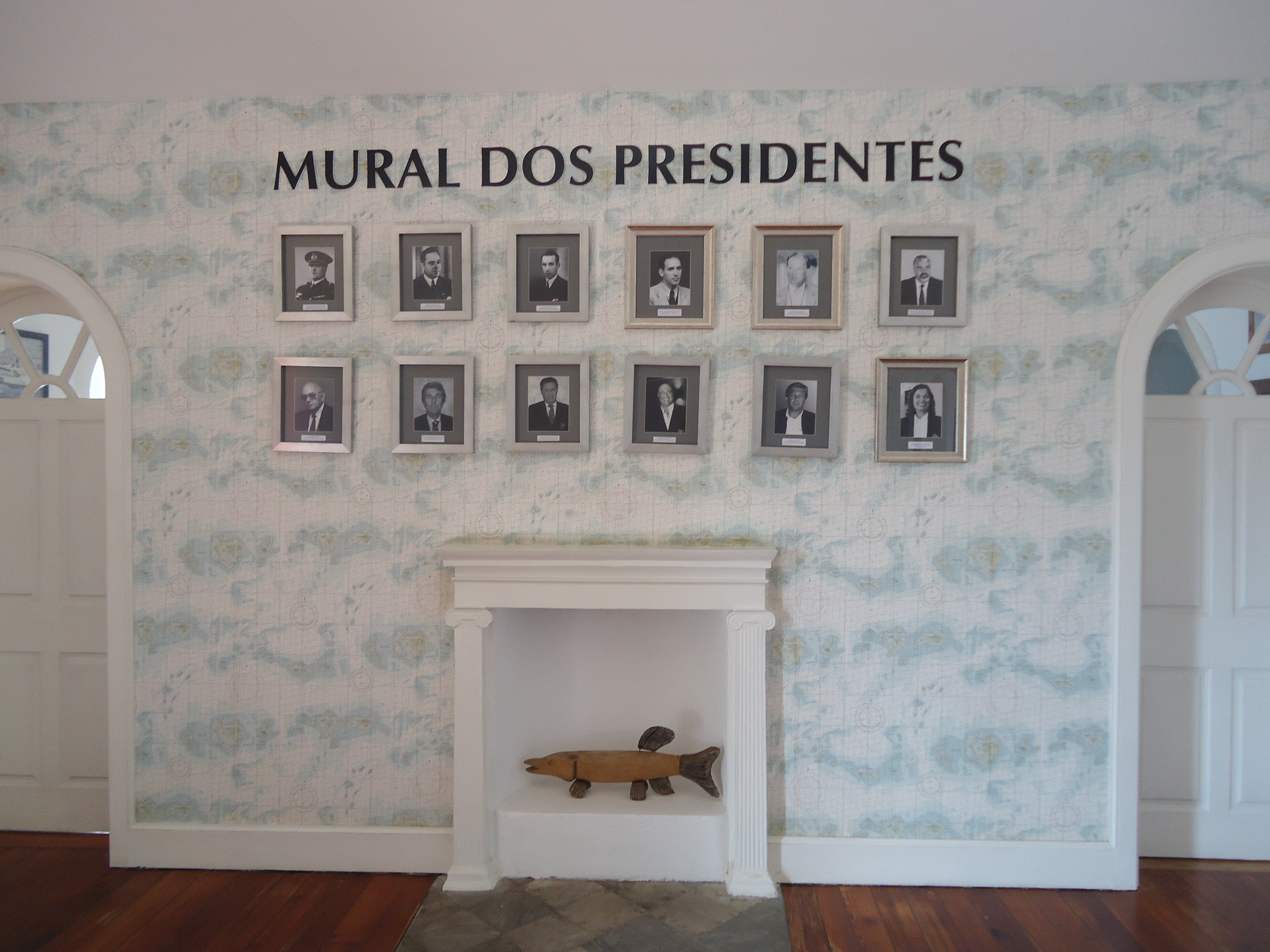
Mural com todos os presidentes do Clube Naval, no edifício da Quinta Calaça
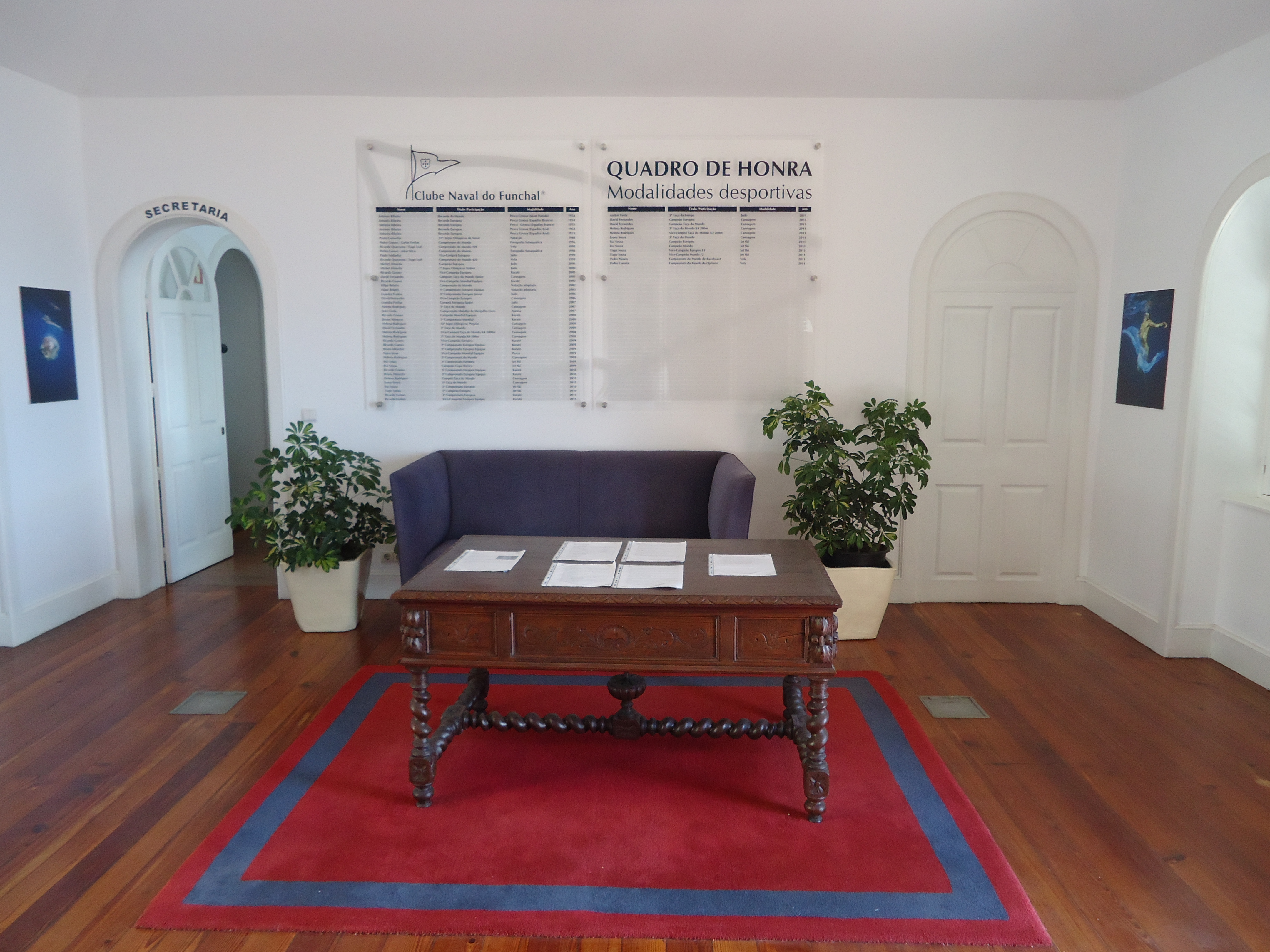
Quadro de conquistas desportivas do Clube, no edifício da Quinta Calaça
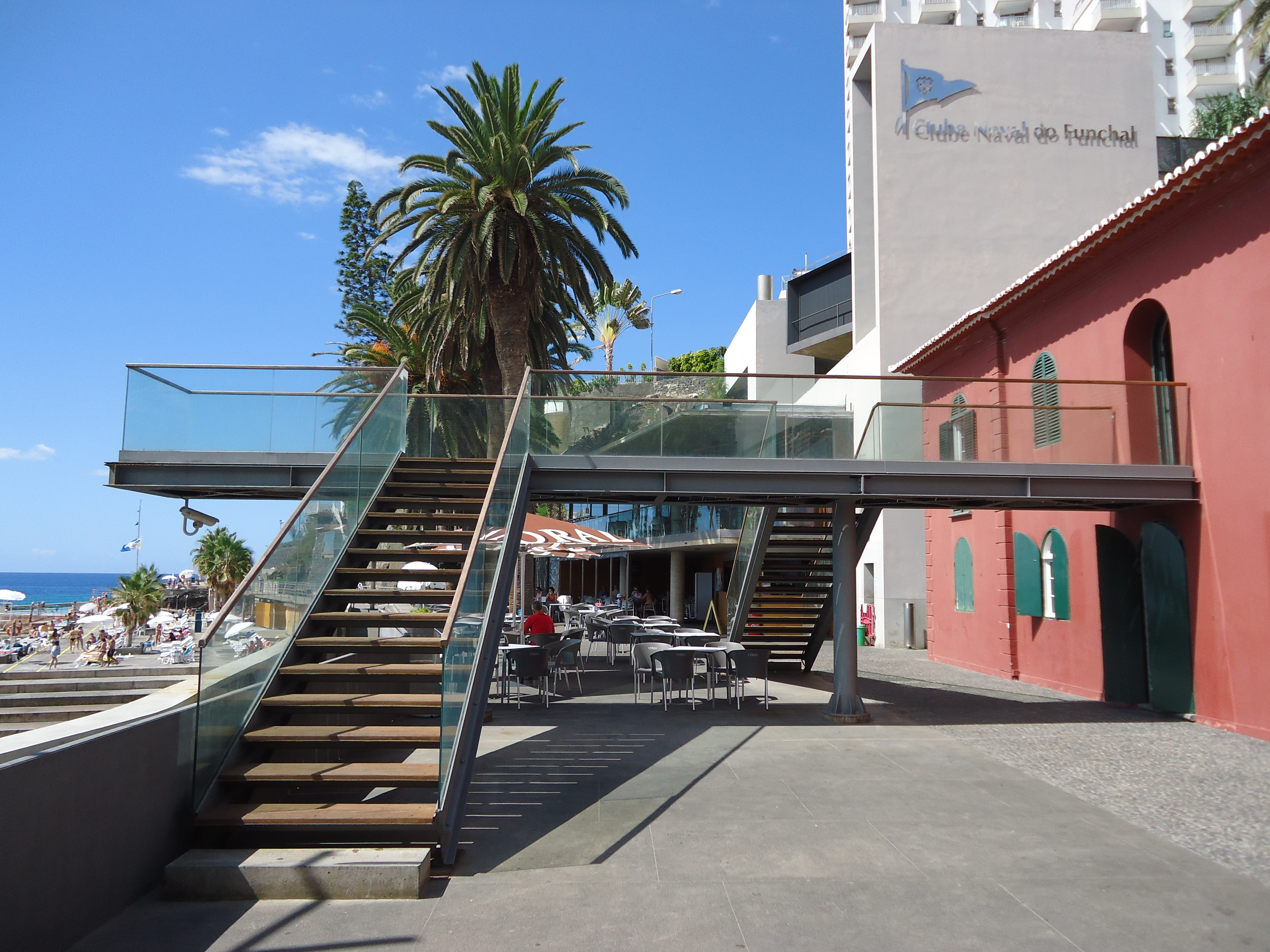
Solário, à direita ao fundo, esplanada, ao centro, e edifício da Quinta Calaça, à direita